# Powellisetia porcellana
Powellisetia porcellana är en snäckart som först beskrevs av Suter 1908.  Powellisetia porcellana ingår i släktet Powellisetia och familjen Rissoidae. Inga underarter finns listade i Catalogue of Life.